# Uran Bislimi
Uran Bislimi (Basilea, 25 de septiembre de 1999) es un futbolista suizo que juega en la demarcación de centrocampista para el FC Lugano de la Superliga de Suiza.

## Selección nacional
Tras jugar en la selección de fútbol sub-19 de Suiza, y jugar dos partidos con un gol anotado con la selección de fútbol de Kosovo, finalmente hizo su debut con la selección de fútbol de Suiza el 19 de junio de 2023 en un partido de clasificación para la Eurocopa 2024 contra Rumania que finalizó con un resultado de empate a dos tras un doblete de Zeki Amdouni para Suiza, y un doblete de Valentin Mihăilă para Rumania.

## Clubes
| Club            | País  | Año       | Partidos | Goles |
| --------------- | ----- | --------- | -------- | ----- |
| FC Schaffhausen | Suiza | 2019-2022 | 90       | 6     |
| FC Lugano       | Suiza | 2022-     | 129      | 14    |